# Meiktila
Meiktila är en stad i Myanmar. Den ligger i Mandalayregionen, i den centrala delen av landet, 130 km norr om huvudstaden Naypyidaw. Meiktila ligger 244 meter över havet och folkmängden uppgår till cirka 110 000 invånare.

## Geografi
Terrängen runt Meiktila är platt. Runt Meiktila är det tätbefolkat, med 343 invånare per kvadratkilometer. Omgivningarna runt Meiktila är en mosaik av jordbruksmark och naturlig växtlighet.